# Баратаевка (аэропорт)
АО «Аэропорт Ульяновск», Международный аэропорт Ульяновск (Баратаевка) им. Н. М. Карамзина — гражданский аэропорт федерального значения. Расположен в 9 км юго-западнее центра города Ульяновска, в 3 км южнее населённого пункта Баратаевка (входящего в состав города).
В 2021 году аэропорту было присвоено имя Николая Михайловича Карамзина . Официальное название аэропорта на федеральном уровне «Ульяновск (Баратаевка)».
Аэродром «Ульяновск (Баратаевка)» относится к классу «Б1». В Государственном реестре аэропортов Российской Федерации присвоен номер сертификата ФАВТ А.02320. До реконструкции относился к классу «А» С ВПП размером 3820х60 метров .
В Ульяновске также имеется международный аэропорт «Ульяновск-Восточный», являющийся летно-испытательной базой крупнейшего в России авиационно-промышленного комплекса «Авиастар» и аэропортом преимущественно для чартерных грузовых и пассажирских перевозок.

## История аэропорта
- 1913 год. Первый самолёт, совершавший демонстрационные полёты над Ярмарочной площадью, появился в небе над Симбирском.
- 1924 год — в Ульяновске финишировал агитационный перелёт из Царицына. Тогда же среди жителей города появились первые авиапассажиры — в течение недели самолёт катал ульяновцев над городом.
- С 1925 года начались работы по оборудованию аэродрома. Первоначально здесь базировалась 3-я авиаэскадрилья 173 Куйбышевского авиаотряда, эксплуатирующая девять самолётов По-2 и один самолёт Ан-2 (ПРИЛЕТЕЛ ИЗ 1947 ГОДА).  Десятью годами позже, когда здесь были организованы Курсы высшей лётной подготовки, авиация получила в Ульяновске постоянную «прописку».
- В 1955 году началось строительство современного в те годы здания аэровокзала с пропускной способностью 50 пасс/час. Новый аэровокзал был сдан в 1957 году. Сейчас это здание остаётся «в строю» — здесь располагается аэродромная служба Ульяновского училища гражданской авиации. Была открыта первая авиалиния по маршруту Куйбышев — Ульяновск — Москва на самолётах Ан-2 и Ил-14. Долгое время ульяновский аэродром мог принимать лишь небольшие самолёты, а взлетно-посадочная полоса располагалась неподалёку от территории автозавода.
- В 1970 году при участии Ленинградского филиала института «Ленаэропроект» был построен и принят в эксплуатацию новый аэровокзал пропускной способностью 400 пасс/час.
- В 2009 году был издан Указ Президента Российской федерации о передаче ста процентов акций аэропорта из федеральной в областную собственность. Вскоре началась масштабная реконструкция здания аэровокзала.
- В 2013 году введена в эксплуатацию основная часть реконструированного здания аэровокзала с пропускной способностью аэровокзала 240 пассажиров в час.[6]
- 24 июля 2014 года распоряжением Правительства РФ № 1382-р аэропорт Ульяновск (Баратаевка) открыт для выполнения международных полётов воздушных судов.[7]
- В 2016—2018 годах производилась реконструкция взлетно-посадочной полосы, размеры которой в результате были значительно уменьшены. Вместо прежних 3820х60 м, обновлённая полоса была выполнена размером 3100х45 м[8]. Соответственно аэродром из класса А переместился в класс Б. На время ремонта все регулярные рейсы выполнялись из аэропорта Ульяновск-Восточный. Открытие аэропорта после реконструкции состоялось 6 сентября 2018 года техническим рейсом из аэропорта Ульяновск-Восточный. Регулярное сообщение с 11 сентября 2018 года.
- 17 мая 2021 года президент России Владимир Путин присвоил международному аэропорту Ульяновска имя историка и литератора Николая Карамзина[2].

## Технические характеристики
Аэропорт Баратаевка способен принимать самолёты и вертолёты всех типов, имеет взлетно-посадочные полосы:
- с искусственным покрытием (ИВПП) магнитный курс 019—199°, размером 3100×45 м, поверхность покрытия — 64/R/C/X/T;
- запасная грунтовая (ГВПП) магнитный курс 019—199°, размером 2500×100 м, расположена в 90 м западней ИВПП и параллельна ей, предназначена для аварийной посадки воздушных судов всех типов;
- грунтовая (ГВПП) для приема и выпуска воздушных судов категории А (самолёты Ан-2, Ан-28, Л-410 и подобные им, а также вертолёты всех типов) магнитный курс 109—289°, размером 800×60 м, расположена в северо-западной части аэродрома.

Аэродром круглосуточного действия, предназначен для выполнения транспортных, учебных, тренировочных и исследовательских полётов. На аэродроме базируется УИГА (Ульяновский институт гражданской авиации), эксплуатирующий в учебных целях подготовки пилотов ГА австрийские современные самолёты типов: DA-40NG, DA-42.

## Принимаемые типыВС
Аэропорт может принять следующие типы самолётов: Boeing-737-500,Boeing-737-800, Boeing-777, Airbus A320, Ан: -12, -22, 24, -26, -30, 32, -72, -74, -124, -140, Ил: -18, -62, -76, -86, -96, -114, Як: -40, -42, Ту: -134, -154, -204, -214 и кл.ниже, CRJ-200, Sukhoi Superjet 100, McDonnell Douglas: -81, −82, −83, −87, −88, -90, -95, McDonnell Douglas DC-9,М-101Т, ATR-72, Pilatus PC-12, вертолёты всех типов. Классификационное число ВПП (PCN) 64/R/C/X/T.

## Авиакомпании и их направления
По состоянию на июнь 2025 года аэропорт Ульяновск обслуживает следующие рейсы

## Инфраструктура и услуги аэропорта
В аэропортовый комплекс входят:
- Аэровокзальный комплекс (площадь 6700 м², пропускная способность 240 пассажиров/час)
- Административное здание
- Перрон с 15 стоянками и рулежная дорожка
- Гостиница на 60 мест
- Гараж для спец.техники (площадь 1080 м²)
- Стоянка для автомобилей (площадь 850 м²).

## Показатели деятельности
| год             | 2014  | 2015  | 2016  | 2017 | 2018 | 2019  | 2020  | 2021  | 2022  | 2023  | 2024  |
| тыс. пассажиров | 149,1 | 179,9 | 47,76 | 0    | 69   | 344,1 | 290,8 | 554,8 | 530,9 | 615,4 | 675,6 |
| Источники:      |       |       |       |      |      |       |       |       |       |       |       |

## Известные люди аэропорта
- Клименко Михаил Гаврилович — был руководителем полётов Ульяновского аэропорта[20].
- Якурнов Иван Федотович — работал на аэродроме в Ульяновском музее истории гражданской авиации[21].
- Иванов Сергей Андреевич — С 1984 по апрель 1988 года работал в Ульяновском объединённом авиаотряд[22].

## Общественный транспорт
От аэропорта до Центробанка ходит автобус №1.